# 錫爾弗克里克 (密蘇里州)
錫爾弗克里克（英語：Silver Creek）是位於美國密蘇里州牛頓縣的非建制地區。此地原為牛頓縣的村，於2012年8月7日併入喬普林。

## 地理
錫爾弗克里克所處的海拔為高於海平面316米（即1037英呎），而該地所採用的時區為UTC-6，即北美中部時區（CST）。同時該地設有夏令時間，為UTC-6調快一小時，即UTC-5（CDT）。